# Manganina
Manganina é uma liga de Cu (Cobre) utilizada na produção de fios para fabricação de resistências elétricas. Também é conhecida como Manganin.
A composição da manganina é de 86%Cu, 12%Mn (Manganês) e 2%Ni (Níquel) e sua resistividade é próxima a 0,43Ω.mm2/m, a uma temperatura de 20°C.